# نیوهوپ (کنتاکی)
نیوهوپ (به انگلیسی: New Hope) یک منطقهٔ مسکونی در ایالات متحده آمریکا است که در کنتاکی واقع شده‌است. نیوهوپ ۱۲۹ نفر جمعیت دارد و ۱۶۶٫۱۲ متر بالاتر از سطح دریا واقع شده‌است.